# Ozillac
Ozillac é uma comuna francesa na região administrativa da Nova Aquitânia, no departamento de Charente-Maritime. Estende-se por uma área de 15,93 km². Em 2010 a comuna tinha 637 habitantes (densidade: 40 hab./km²).